# Savannah (televíziós sorozat)
A Savannah egy amerikai sorozat, amelyet 1996 és 1997 között sugárzott a The WB.

## Cselekmény
A sorozat a Georgia állambeli Savannah városban játszódik. Három barátnő élete kerül bemutatásra: a naiv gazdag Reese Burton (Shannon Sturges), az előkelő Lane McKenzie (Robyn Lively) és a nehéz sorsú Peyton Richards (Jamie Luner).
Lane annak idején érettségi után elhagyta Savannaht és New Yorkba költözött hogy sikeres újságíró legyen. Savannahba visszatér, mert gyerekkori barátnője Reese összeházasodik Travis Petersonnal (George Eads). Lane az esküvőn újra találkozik középiskolás szerelmével: a rendőr Dean Collinsszal (David Gail), aki iránt ismét fellángoltak érzelmei. Lane hamarosan megtudja, hogy New York-i lakásába betörtek és kifosztották. Kiderült, hogy Travis tört be. Reese hamarosan megtudja, hogy férjének, Travisnek van viszonya egy Bunny nevű nővel, aki valójában Peyton. Peyton, akinek nincs semmije, irigy Reese jólétére és kész érdekházasságot kötni.
Travist hamarosan holtan találják és a sorozat első évada a továbbiakban Travis rejtélyes megöléséről szól és az ezt követő bírósági tárgyalásról. Reese apjáról Edward Burtonról (Ray Wise) kiderül, hogy ő Peyton apja is, így Peyton és Reese féltestvérek lesznek. Emellett Tom Massick (Paul Satterfield) cselszövései is izgalmassá teszik a sorozat cselekményét.
A sorozat második évadjában feltűnik Nick Correli, aki a halott Travis ikertestvéreként tér vissza.

## Főszereplők
| Színész          | Szerep                                            | Magyar hangja    |
| ---------------- | ------------------------------------------------- | ---------------- |
| Jamie Luner      | Peyton Richards                                   | Timkó Eszter     |
| Robyn Lively     | Lane McKenzie                                     | Huszárik Kata    |
| Shannon Sturges  | Reese Burton                                      | Orosz Helga      |
| David Gail       | Dean Collins                                      | Selmeczi Roland  |
| Beth Toussaint   | Veronica Koslowski                                | Kovács Nóra      |
| Paul Satterfield | Tom Massick                                       | Kautzky Armand   |
| Ray Wise         | Edward Burton                                     | Végvári Tamás    |
| George Eads      | Travis Peterson (1. évad)/ Nick Corelli (2. évad) | Széles László    |
| Alexia Robinson  | Cassie Wheeler                                    | Prókai Annamária |

## Forgatási helyszínek
A sorozat összes külső jelenetét Georgia államban forgatták. A legtöbbször Atlanta, Savannah városokban forgattak, a Eugene Talmadge emlékhíd amely Savannahban található, jelenik meg a sorozat főcímében, de a Forsyth Park, River Street és a Bonaventure temető is a sorozat helyszínéül szolgált.